# Kazuo Taoka
Kazuo Taoka (田岡 一雄, Taoka Kazuo; Higashimiyoshi, 28 maart 1913 - Amagasaki, 23 juli 1981) ook bekend onder zijn pseudoniem Kuma (beer) was een Japans crimineel. Van 1946 tot aan zijn dood in 1981 was Taoka het hoofd (kumicho) van de Yamaguchi-gumi. Onder zijn leiding groeide het ledenaantal naar 13.000 man en waren de Yamaguchi-gumi in 36 van de 47 Japanse prefecturen aanwezig.

## Moordaanslag
In juli 1978 schoot de huurmoordenaar Kiyoshi Narumi, met een .38 kaliber pistool, Taoka neer terwijl hij in de Bel Ami nachtclub in Kioto genoot van een limbodansvoorstelling. Ondanks dat Taoka omringd werd door vijf lijfwachten werd hij geraakt in zijn nek, en wist de huurmoordenaar te ontkomen. Taoka werd in in zijn kogelvrije Cadillac naar het ziekenhuis gereden en herstelde snel van zijn wond. Narumi was een lid van de Matsuda-syndicaat, waarvan de leider kort daarvoor was vermoord door de Yamaguchi-gumi. Enkele weken na de aanslag werd het levenloze lichaam van Narumi gevonden in de bossen nabij Kobe.